# Meredith Stepien
Meredith Stepien (* 2. Januar 1987 in Pinckney, Michigan) ist eine US-amerikanische Schauspielerin und Comedian.

## Leben
Stepien ging zur Pinckney High School und graduierte später von der University of Michigan im Jahre 2009. Meredith Stepien ist ein Mitglied von Starkid Productions seit deren Gründung 2009. Auch schon davor spielte sie 2007 in der Webserie Little White Lie die Rolle der Meredith. Das erste Starkid Musical, in dem sie mitspielte, war Starship, worauf andere folgten, wie A Very Potter Senior Year, in dem sie Bonnie Gruesen als Hermine Granger ersetzt. Auch an der Space Tour und an der Apocalyptour teil. Stepien ist Mitglied in der Band Jim and the Povolos, wo sie singt und die Bongos spielt. Momentan lebt Stepien in Chicago.

## Trivia
Stepien war schon in ihrer Kindheit vom Herr der Ringe fasziniert und sah es ungefähr neunmal im Theater.
Auch war sie schon früh von Beethoven begeistert.
Sie hat einen Bruder namens David.

## Theaterproduktionen
- 2011: Starship (Mega-Girl)
- 2012: Holy Musical, B@man! (Riddler, Rachel Dawes)
- 2012: A Very Potter Senior Year (Hermine Granger)
- 2013: Twisted-The Untold Story of a Royal Vizier (Sherrezade)
- 2013: Airport for Birds (verschiedene)
- 2013: 1Night2Last3Ever (verschiedene)
- 2014: Ani: A Parody (Oola)
- 2016: Firebringer (Jemilla)

## Filmografie
- 2007: Little White Lie (Meredith)
- 2009: Clowns on Earth (Kurzfilm)
- 2012: OMG (Kurzfilm)
- 2012: World’s Worst Musical (Verkehrskegel)